# 精选辑 (迷失)
《精选辑》（英語：Greatest Hits）是美国电视剧《迷失》第3季的第21集，也是全剧的第70集，于2007年5月16日通过美国广播公司首播，同时也通过CTV电视网在加拿大首播。节目由执行制作人爱德华·基齐斯和亚当·霍罗威茨编剧，斯蒂芬·威廉姆斯执导，共计吸引了1200万美国观众收看，并获得评论界的普遍好评。《迷失》的剪辑师还因此获得金卷轴奖提名。
节目的剧情发生在2004年12月22日，距海洋航空815号航班坠毁已经过了92天。航班的幸存者们知道他们会遭到“其他人”的进攻，所以部分人在做抵抗的准备，另外还有几个人则在设法同附近经过的货轮取得联系。德斯蒙德·休谟（亨利·伊安·库斯克饰）预料查理·佩斯（多米尼克·莫纳汉饰）会死，后者于是回忆了自己一生中最难忘的5个瞬间（通过闪回描述）。

## 剧情
“其他人”的领袖本·莱纳斯（迈克尔·爱默生饰）命令10个手下前去海洋航空815号航班幸存者的营地，把任何怀孕的妇女都绑架回来，这比之前计划的日期提前了一天。本的养女艾莉克斯（坦妮娅·雷蒙德饰）说服男友卡尔（布莱克·巴绍夫饰）前去海滩警告幸存者。幸存者的领袖杰克·谢泼德（马修·福克斯饰）计划用已在岛上住了很长时间的达妮艾尔·卢梭找到的炸药杀死前来偷袭的“其他人”。萨伊德·贾拉（纳威恩·安德利维斯饰）、权真秀（金大贤饰）和柏纳·纳德勒（山姆·安德森饰）获选留在营地，等“其他人”来袭时再引爆炸药。
德斯蒙德·休谟告诉查理·佩斯自己最新的预感：如果查理潜入某达摩计划工作站，然后在打开某个开关后淹死，那么查理的女友克莱尔·李特顿（艾蜜莉·迪瑞文饰）和孩子亚伦就会乘直升机逃离这个岛。萨伊德告诉杰克，自己或许可以和离岸约130公里的一艘货船取得联系。他需要先到无线电发射塔那里关闭卢棱的求救信号，然后再用纳奥米·杜丽（玛莎·托马森饰）的卫星电话同外界联系。但茱莉叶·柏克（伊丽莎白·米切尔饰）告诉萨伊德，达摩计划还有一个水下工作站，其功能是阻断一切对外联络，所以他的计划不会成功。萨伊德很快想到，自己70天前发现的那条电缆应该就是通往这个工作站，而且他们需要有人潜入工作站将之关闭，但这样的任务很可能有去无回，查理于是主动请缨。
纳奥米告诉查理，他的乐队驱动轴乐团在815号航班失事后发行了一张大获成功的精选辑唱片。节目中用闪回镜头开始展现查理一生中最难忘的“精选”瞬间，查理还把这些瞬间记在纸上，请德斯蒙德转交克莱尔。

- 第一次听到电台播放自己乐队的成名曲。
- 爸爸教他游泳。
- 哥哥利亚姆把爷爷德克斯托·斯特拉顿（Dextor Stratton）刻有姓名首字母缩写的戒指送给他作为圣诞礼物，驱动轴乐团的名字就是因此而来。
- 他救了一个遭到抢劫的女人（他并不知道这个女人就是萨伊德的前女友纳迪亚），其他人称赞他是英雄。
- 815航班失事当晚，他结识克莱尔的那一刻。
 — 查理列出自己最难忘的“精选”时刻

查理向克莱尔保证，自己一定会平安回来，然后与她吻别，并且把戒指留在亚伦的摇篮里，再和德斯蒙德一起朝达摩计划水下工作站“窥镜”出发。到达窥镜旁边后，查理用船桨把德斯蒙德打晕，然后独自潜下水。潜入工作站后，葛丽泰（拉娜·帕瑞娅饰）和邦妮（特雷西·米登道夫饰）两名“其他人”出现，并且用枪指住查理。

## 制作
岛上大部分镜头都是在2007年4月9至12日间拍摄。节目在电视上首播前，互联网上就出现了详细的剧情介绍，沃尔特·迪斯尼公司对此展开调查。节目中达摩计划工作站的名字“窥镜”暗指路易斯·卡罗的小说《爱丽丝镜中奇遇》。受莱昂纳多·迪卡普里奥在《泰坦尼克号》水下表演镜头的启发，多米尼克·莫纳汉在拍摄水下镜头时一度短暂张开嘴，这样可以让观众产生他的确要支持不住了的感觉。
德斯蒙德曾在第3季之前的剧集中预言，查理肯定会死，《精选辑》就是完结这一预言的开始，并且会在第3季最终集完结。拍摄第2季第22集《致命的3分钟》（Three Minutes）时，众编剧集思广益，为查理发展新的故事情节，上述剧情就由此诞生。德斯蒙德有通过脑中闪过的画面预测任何人未来的能力，而编剧们之所以选择让查理死去，而不是某个相对而言不太重要的角色，主要是为了让剧情更有吸引力。此外，编剧们还觉得这样可以很好地展现出查理英勇的一面，让他成为剧中唯一甘愿赴死的角色。查理的生命中存在很多问题，但编剧们认为他一直心存良善，所以希望能展现出角色一生中最快乐的时光。莫纳汉觉得，《精选辑》可以让观众长时间关注查理一角，做好面对其最终命运的准备。
《精选辑》是露丝·纳德勒和柏纳·纳德勒夫妇自第2季后期以来首次在《迷失》中露面，剧迷们也很高兴看到两人回归。据编剧们介绍，两位演员都需要参与其它项目，所以很长时间没有出现。此外，由于《迷失》中有多位主要演员在第3季早期剧集中出场时间都很有限，所以剧组也担心如果再让两人出镜，可能会招来剧迷们的不满。编剧们还认为，如果两人要在节目中亮相，就一定要有和他们有关的情节，而不只是毫无意义地出现在镜头里，他们希望夫妻俩都有能够引起观众兴趣的剧情。

## 反响

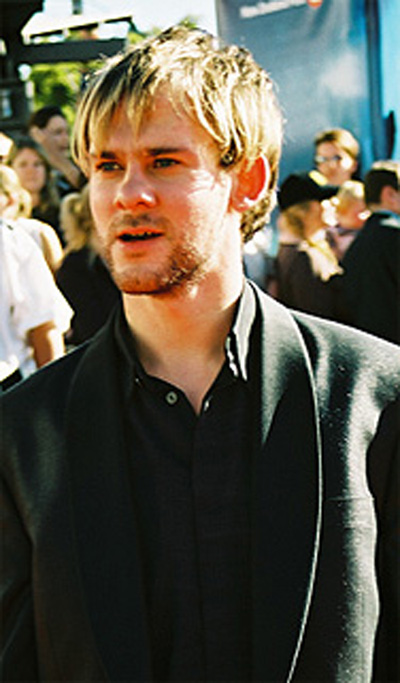
《精选辑》中对莫纳汉（图）饰演的查理一角的背景故事作了更为丰富的介绍

《精选辑》于2007年5月16日通过美国广播公司首播，播出期间平均吸引了1232万美国观众收看，在该周美国播映的所有电视剧中排名第15，与之前同时段播出的《迷失》剧集收视情况基本相同。节目的前半集有1190万美国观众收看，后半集则增至1280万。剧集在18至49岁年龄段观众群中取得的收视率为5.2/14，这意味着全美所有该年龄段人群里有5.4%观看节目首播，而当时有看电视的该年龄段观众群中则有14%选择收看《精选辑》，在当晚所有预定剧情电视节目中排在首位。《精选辑》还于同一天晚上通过CTV电视网在加拿大首播，有87万5000人观看，在该周所有电视节目里排第27位。节目在英国播出时吸引了121万观众，是该周英国所有非地面电视台播出节目的收视亚军，仅次于《凯蒂和彼得：新篇章》（Katie & Peter: The Next Chapter）。澳大利亚则有1001万观众收看《精选辑》，在该周排名第51位。
《洛杉矶时报》的帕特里克·戴（Patrick Day）认为，考虑到这是在第3季的倒数第2集，要为本季大结局做准备，《精选辑》在很多方面都比其他剧集要优异得多。他很高兴杰克一角不再像之前那么无趣，也很高兴露丝·纳德勒和柏纳·纳德勒夫妇回归，并且称赞节目中采用迈克·吉亚奇诺创作、以鼓点为主的配乐。杰夫·约翰逊（Jeff Jensen）在《娱乐周刊》发文，称赞莫纳汉通过本集中给出他在《迷失》中最出色的一场演出，还觉得节目最后一幕“扣人心弦”，其特技效果令人惊叹，值得艾美奖肯定。频道的克里斯汀·维奇（Kristin Veitch）同样称赞莫纳汉的演出，称《精选辑》是《迷失》高品质的典范之作。《圣荷西信使报》的查理·麦科勒姆（Charlie McCollum）称，《迷失》第3季的后几集就像“一场绝对的惊悚之旅”。网站的克里斯·卡拉波特（Chris Carabott）给予本集的评分为8.5（最高10分），称赞剧中杰克和查理两个角色的发展，以及本的扮演者爱默生的表演功底。网站的露露·贝茨（Lulu Bates）对节目的评级为–（最高+）。《美国在线》电视小队的艾琳·马特尔（Erin Martell）给《精选辑》打出的分数为6（最高为7），称赞节目成功建立起季终集的声势，但也指出剧情中查理的游泳能力存在前后矛盾的地方。斯科特·朱巴（Scott Juba）认为，《精选辑》是第3季最出众的一集，称其中的闪回镜头激起观众内心的人类情感认同，正是这种认同成就了《迷失》的成功。这部电视剧真正了不起的地方不在其情节的曲折或神秘，而在于它能让观众对角色感同身受，进而激发出几乎任何人都会认同的主题。。网站的乔恩·拉索尼斯（Jon Lachonis）指出，本集在将查理转变成讨人喜欢的角色方面获得了极大成功。
《精选辑》播出后参与了第59届黄金时段艾美奖杰出导演和杰出编剧奖角逐，还获得金卷轴奖最佳电视音效剪辑奖提名。